# 方猶
方猶（1633年2月21日—1658年12月26日），字狀其，號月江，浙江嚴州府遂安縣人，清初政治人物。

## 生平
順治八年辛卯科中式十二名舉人，順治九年壬辰科會試易四房中式123名，殿試三甲73名，工部觀政，授翰林院庶吉士。中進士後改庶吉士，後任內翰林國史院檢討、國史院侍講。順治十四年（1657年），任江南鄉試正考官。因丁酉科場案問斬。

## 家族
曾祖方應庶、祖方可正（壽寧知縣）、父方迓年（廩生）；伯父方逢年。